# Tamansatriyan
Tamansatriyan is een bestuurslaag in het regentschap Malang van de provincie Oost-Java, Indonesië. Tamansatriyan telt 5921 inwoners (volkstelling 2010).